# Sidney Leite
Sidney Ricardo de Oliveira Leite (Maués, 8 de abril de 1967) é um político brasileiro filiado ao Partido Social Democrático (PSD) e Deputado federal do Amazonas.

## Trajetória
Aos 14 anos, fundou a União dos Estudantes Secundaristas de Maués. Em Manaus, foi também presidente do Centro Universitário de Comunicação Social (Cucos), da Universidade Federal do Amazonas (UFAM), e participou da diretoria do Diretório Central dos Estudantes (DCE).
Em 1993, filiado ao Partido da Social Democracia Brasileira, Sidney Leite exerceu os primeiros cargos de sua carreira política, acumulando as funções de vice-prefeito de Maués e de secretário municipal de Educação. Em 1994, assumiu pela primeira vez a Prefeitura do município. Em 1997, foi presidente do Instituto de Cooperação Técnica Intermunicipal (Icoti) e no ano seguinte também foi nomeado presidente do Instituto de Desenvolvimento Agropecuário do Amazonas (IDAM), pelo governador Amazonino Mendes. Em 2000, pelo Partido Trabalhista Brasileiro, venceu a eleição municipal de Maués com a maior diferença de votos da história do município.
Em 2003, foi eleito presidente da Associação Amazonense dos Municípios (AAM), cargo que renunciou em 2004 para concorrer novamente à Prefeitura. Reeleito pelo Partido Popular Socialista, assumiu pela segunda vez a Prefeitura de Maués, e também a presidência da AAM, no ano de 2005. Em 2006, concorreu ao cargo de vice-governador do Estado, na candidatura de Amazonino Mendes.
Em 2009 assumiu a Secretaria Municipal de Projetos Especiais e Gestão Tecnológica (SEMTEC) da Prefeitura de Manaus; Sidney deixou o órgão para concorrer ao cargo de deputado estadual em 2010, sendo eleito pelo Democratas com 30.399 votos.
Foi reeleito em 2014, pelo Partido Republicano da Ordem Social, como deputado estadual. Em março de 2015, Sidney licenciou-se para assumir a Secretaria de Estado da Produção Rural (SEPROR), onde permaneceu até novembro de 2016.

Em 2018 foi eleito deputado federal pelo estado do Amazonas, pelo PSD, sendo reeleito em 2022.